# William Jones (Ruderer)
William Jones (* 6. Dezember 1924 in Paysandú; † 7. August 2014 in Inverness, Florida) war ein uruguayischer Ruderer. 
Jones gehörte dem uruguayischen Aufgebot bei den Olympischen Sommerspielen 1948 in London an. Bei den Spielen in England gewann er auf dem Henley Royal Regatta Course am 9. August 1948 im Ruder-Doppelzweier an der Seite von Juan Rodríguez die Bronzemedaille hinter den Olympiasiegern Dickie Burnell und Bert Bushnell aus Großbritannien und dem mit Aage Larsen und Ebbe Parsner besetzten zweitplatzierten Boot Dänemarks. Die beiden Uruguayer, die dem Club Remeros Paysandú angehörten, wurden vom 2010 verstorbenen Wilfredo Raymondo trainiert.